# Fernando Batista
Fernando Ariel Batista (Buenos Aires, 20 de agosto de 1970) es un exfutbolista y entrenador argentino. Actualmente dirige a la selección de Venezuela. Es hermano del campeón y subcampeón del mundo Sergio Batista.

## Trayectoria

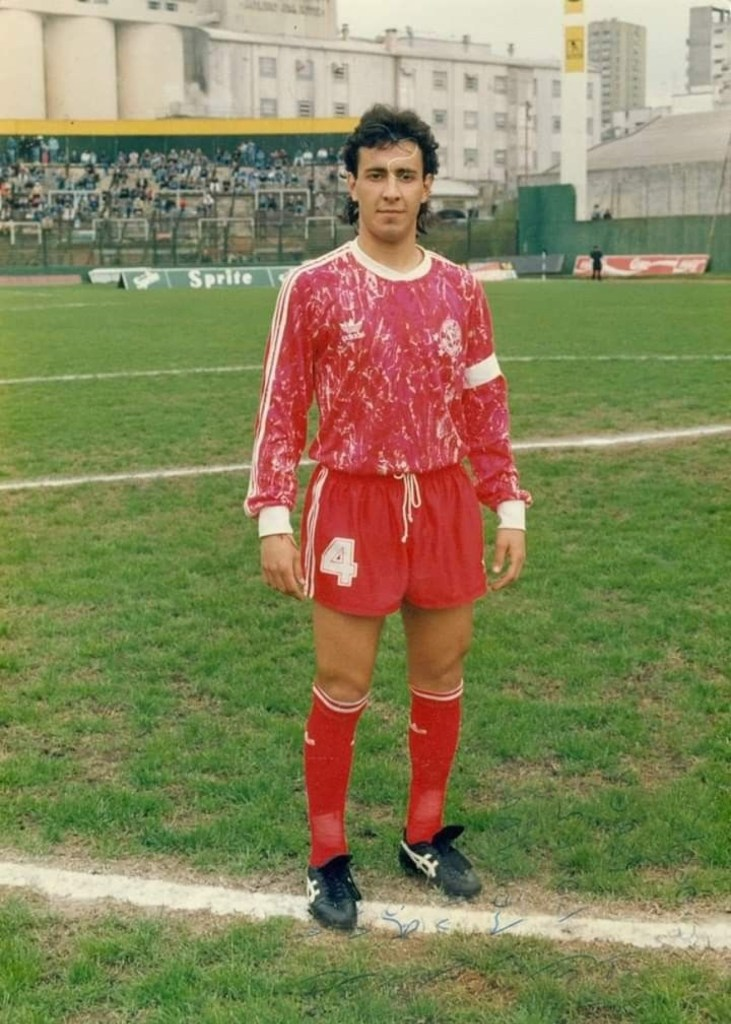
Batista con Argentinos Juniors en 1989.

Surgido de Argentinos Juniors, se desempeñó como futbolista en la posición de defensa. Debutó como profesional en Primera División en el año 1989. Disputó el Mundial 1989 para la selección sub-20.
Fue coordinador de juveniles en Argentinos Juniors desde 2005 hasta 2016.
Integró el cuerpo técnico como ayudante de campo de Claudio Úbeda de la selección sub-20 en el Mundial disputado en el 2017 y posteriormente asumió como técnico de la selección de Armenia sub-18. El 20 de diciembre de 2018 asumió como director técnico de la sub-20 argentina, donde sería más tarde subcampeón del sudamericano 2019. Con la Selección Olímpica, obtendría la medalla de oro en los Juegos Panamericanos de Lima 2019. Volvió a dirigir a la Selección Olímpica en el Preolímpico 2020 donde se coronó campeón y en los Juegos Olímpicos de Tokio 2020, quedando eliminados en la fase de grupos.

### Venezuela
En noviembre de 2021, el Bocha dejaría su puesto en Argentina para sumarse al cuerpo técnico de José Pékerman en Venezuela. A su vez, se haría cargo de la selección sub-21 en el Torneo Maurice Revello (antiguo Esperanzas de Toulon) disputado en 2022 donde finalizaron subcampeones perdiendo ante su similar de Francia, por 2-1. El 10 de marzo de 2023, fue oficializado como nuevo entrenador de la selección de Venezuela, reemplazando a Pékerman.
En la Copa América 2024, su equipo logró una histórica actuación en la fase de grupos donde obtuvo la victoria en los tres partidos disputados.Sin embargo, quedaron eliminados en los cuartos de final luego de caer ante Canadá en la tanda de penaltis.

## Selección nacional
Fue convocado por Carlos Pachamé para disputar la Copa Mundial sub-20 de 1989. Debutó el 17 de febrero de 1989, en el torneo disputado en Arabia Saudita. Esa tarde Argentina sería derrotada 1-2 por España por la primera fecha del Grupo D. El segundo partido lo jugaría cinco días después, por la tercera fecha, en el recordado partido dónde Argentina caería 0-1 frente a Irak con un gol de penal. La selección nacional accedería igualmente a los cuartos de final donde sería eliminada por Brasil tras perder 0-1 nuevamente.

### Participaciones en Copas del Mundo
| Mundial                     | Sede           | Resultado        | Partidos | Goles |
| --------------------------- | -------------- | ---------------- | -------- | ----- |
| Copa Mundial sub-20 de 1989 | Arabia Saudita | Cuartos de final | 2        | 0     |

## Clubes

### Como futbolista
| Club               | País      | Año         |
| ------------------ | --------- | ----------- |
| Argentinos Juniors | Argentina | 1989 - 1993 |
| San Lorenzo        | Argentina | 1993-1995   |
| Godoy Cruz         | Argentina | 1997-1998   |
| All Boys           | Argentina | 1998-2001   |

### Como asistente técnico
| Selección o club | País      | Año       | AT de:        |
| ---------------- | --------- | --------- | ------------- |
| Venezuela        | Venezuela | 2021-2023 | José Pékerman |

### Como entrenador
| Club               | País      | Año       | PJ | PG | PE | PP | GF  | GC | DIF. | Efectividad |
| ------------------ | --------- | --------- | -- | -- | -- | -- | --- | -- | ---- | ----------- |
| Armenia sub-18     | Armenia   | 2018      | 2  | 0  | 0  | 2  | 3   | 6  | -3   | 0%          |
| Armenia sub-19     | Armenia   | 2018      | 5  | 1  | 0  | 4  | 3   | 9  | -6   | 20%         |
| Argentina sub-20   | Argentina | 2018-2021 | 18 | 10 | 1  | 7  | 31  | 21 | +10  | 57.41%      |
| Argentina Olímpica | Argentina | 2018-2021 | 3  | 1  | 1  | 1  | 2   | 3  | -1   | 44.44%      |
| Argentina sub-23   | Argentina | 2018-2021 | 15 | 12 | 1  | 2  | 28  | 13 | +15  | 82.22%      |
| Venezuela sub-23   | Venezuela | 2021-2023 | 5  | 4  | 0  | 1  | 14  | 10 | +4   | 80%         |
| Venezuela          | Venezuela | 2023-Act. | 27 | 10 | 9  | 8  | 29  | 28 | +1   | 48.15%      |
| Total              | Total     | Total     | 75 | 38 | 12 | 25 | 110 | 90 | +18  | 56%         |

## Palmarés

### Como jugador

#### Campeonatos nacionales
| Título                         | Equipo      | País      | Año  |
| ------------------------------ | ----------- | --------- | ---- |
| Campeonato de Primera División | San Lorenzo | Argentina | 1995 |

### Como entrenador

#### Campeonatos internacionales
| Título                   | Equipo             | Sede     | Año  |
| ------------------------ | ------------------ | -------- | ---- |
| Oro Panamericano         | Argentina olímpica | Perú     | 2019 |
| Preolímpico Sudamericano | Argentina olímpica | Colombia | 2020 |